# Broxeele
Broxeele (in olandese Broksele) è un comune francese di 313 abitanti situato nel dipartimento del Nord, nella regione dell'Alta Francia.

## Società

### Evoluzione demografica
Abitanti censiti